# Anne-Sophie de Birkenfeld
La comtesse palatine Anne-Sophie de Birkenfeld (2 avril 1619 - 1er septembre 1680) régna comme princesse-abbesse de Quedlinbourg et, à ce titre, elle est appelée Anne Sophie Ire.

## Biographie
Anne-Sophie est née à Birkenfeld fille de Georges Guillaume de Birkenfeld, et de sa première épouse, la comtesse Dorothée de Solms-Sonnenwalde. La jeune comtesse palatine a poursuivi une carrière ecclésiastique et a été nommée princesse-abbesse de Quedlinbourg, le 15 juillet 1645, pour succéder à la princesse-abbesse Dorothée-Sophie. Elle lui succéda pendant la guerre de Trente Ans, qui a pris fin en 1648, et son petit territoire a souffert de l'invasion de l'armée suédoise. Anne-Sophie entra souvent en conflit avec Jean-Georges II de Saxe, et le conseil de la ville de Quedlinbourg.
À sa mort à l'abbaye de Quedlinbourg, elle a été remplacée par Anne-Sophie II de Hesse-Darmstadt qui régna sous le nom de Anna Sophia II.